# Вілар-Епене
Вілар-Епене (фр. Villars-Épeney) — громада  в Швейцарії в кантоні Во, округ Юра-Нор-Водуа.

## Географія
Громада розташована на відстані близько 60 км на захід від Берна, 28 км на північ від Лозанни.
Вілар-Епене має площу 0,9 км², з яких на 6,9% дозволяється будівництво (житлове та будівництво доріг), 75,9% використовуються в сільськогосподарських цілях, 17,2% зайнято лісами, 0% не є продуктивними (річки, льодовики або гори).

## Демографія
2019 року в громаді мешкало 101 особа (+29,5% порівняно з 2010 роком), іноземців було 12,9%. Густота населення становила 117 осіб/км².
За віковим діапазоном населення розподілялося таким чином: 18,8% — особи молодші 20 років, 69,3% — особи у віці 20—64 років, 11,9% — особи у віці 65 років та старші. Було 36 помешкань (у середньому 2,8 особи в помешканні).